# كاتس ديلكاتسن
كاتس ديلكاتسن، ويعرف ايضاً بأسم كاتس مدينة نيويورك، هو يقدم نمط الكوشر داليكتاسن يقع في 205 شرق شارع هيوستن، في الركن الجنوبي الغربي من هيوستن وشارع لودلو في اللور ايست سايد في مانهاتن، نيويورك.
منذ التأسيس في عام 1888، تحظى البسطرامي على الجاودار بشعبية بين السكان المحليين والسياح على حدً سواء، والذي يعتبر من بين الأفضل في نيويورك.
في كل أسبوع، يقدم كاتز لزبائنه 15,000 رطل (6800 كجم) من البسطرامي، و 8000 رطل (3600 كجم) من لحم البقر، و 2000 رطل (910 كجم) من السلامي و 4000 من الهوت دوغ.

## في الثقافة الشعبية

### الأفلام
- كان كاتس هو موقع مشهد النشوة المزيفة لميج رايان في الكوميديا الرومانسية عام 1989 عندما التقى هاري سالي... متبوعًا بخط إستيل راينر «سأحصل على ما تحصل عليه»؛ تم وضع علامة على الطاولة التي جلس عليها ريان وبيلي كريستال بعلامة تقول، «حيث التقى هاري سالي... أتمنى أن يكون لديك ما كان لديها! استمتع!»
- كان موقع لقاء شخصية جوني ديب مع جهة اتصال في مكتب التحقيقات الفيدرالي في دوني براسكو (1997).
- هو موقع لمشهد في فيلم عبر الكون (2007)، حيث يكشف ماكس عن تجنيده في حرب فيتنام.
- ظهر في فيلم نحن نملك الليل عام 2007، من بطولة خواكين فينيكس ومارك والبيرغ وإيفا مينديز.
- في فيلم الدراما الكوميدية لعام 2001 أرصفة نيويورك، ثان ديفيد كرومهولتز الذي يؤدي دور شخصية بنجامين وصديقه، بأكل شطيرة بسطرمة وهوت دوغ في مطعم كاتس.

## روابط إضافية
- Katz's Delicatessen New York (الموقع الرسمي)